# Der Eiermann
Der Eiermann ist ein Lied, das ursprünglich vom deutschen Karnevalssänger Hans Lötzsch interpretiert und in der Version des Schlager-Duos Klaus & Klaus aus dem Jahr 1988 zu einem deutschlandweiten Erfolg wurde.

## Entstehung und Inhalt
Das Lied wurde als Karnevalslied von Peter Seelscheid und Phil Horse (alias Werner Raschek) geschrieben. Es erschien nach unterschiedlichen Angaben 1983 oder 1986 als B-Seite der Single Bei uns wird der Brand an der Theke gelöscht sowie anschließend auf diversen Samplern, so etwa 1987, 1989, 1993 und 1997, und brachte es zu regionaler Bekanntheit. Lötzsch tritt nach einem zu Beginn zu hörenden Fahrradklingeln als „Eiermann“ auf, der mit seinem Fahrrad umherfährt und „all die schönen Eier“ feilbietet.

## Version von Klaus & Klaus

### Entstehung und Inhalt
1988 griffen Klaus & Klaus den Song auf und veröffentlichten ihn mit einem überarbeiteten Text, der nur im Refrain ähnlich blieb, allerdings auch hier an das ihn nun singende Duo angepasst wurde. Als Urheber gelten für diese Version Klaus Büchner, Klaus Baumgart, Peter Seelscheid und Phil Horse. Sie wurde von Büchner und Baumgart gemeinsam mit Rainer Felsen produziert. In dem Schlager mit vordergründigem Blödeltext stellen sich Klaus & Klaus selbst als Geflügelzüchter „Eiermann und Eiermann“ vor, deren Eier „Güteklasse A“ hätten. Die letztere Formulierung stammt bereits aus der Originalversion. Obwohl durch die Verwendung der Formulierung „unsere Eier“ eines männlichen Duos eine sexuelle Anspielung naheliegt, beschrieb Klaus Baumgart den Song im Nachhinein unter Bezug auf die Textzeile „Unser Ei kommt garantiert vom frohen Federvieh / Nicht so schlappe Kugeln aus der Legebatterie“ sowie auf Lebensmittelskandale im Allgemeinen folgendermaßen: „Wir haben diese Problematik also schon vor 30 Jahren erkannt. Wenn ich mir das recht überlege, war Der Eiermann schon immer ein Protestsong.“

### Veröffentlichung und Rezeption
Die 3:38 Minuten lange Single erschien im Herbst 1988 bei Teldec. Sie avancierte in Deutschland zum Top-10-Hit und erreichte in 14 Chartwochen mit Platz acht die höchste Chartnotierung in den Singlecharts. Die Single wurde nach An der Nordseeküste zum zweiten Charthit des Duos in Deutschland. Die B-Seite war Das Schnupfenlied. Zudem erschien auch eine Maxi-Single, die zusätzlich die 4:45 Minuten lange Maxiversion enthielt. Darüber hinaus erschien das Lied ebenfalls 1988 auf dem Album Ach du dickes Ei.
Weitere Versionen von Klaus & Klaus existieren mit Klingelingeling hier kommt der Weihnachtsmann (1996) und der „Dschungel-Version“ (2013).
Klaus & Klaus sangen das Lied neben einigen anderen Fernsehauftritten unter anderem am 22. Februar 1989 als Platz zwei der über Media Control ermittelten Titel in der ZDF Hitparade. Hier traten sie – offenbar unter Bezugnahme auf die Originalversion – ebenfalls mit Fahrrädern auf. Bei der ersten Hörerhitparade von Radio Hamburg, Top 800, wurde Der Eiermann zu Ostern 1989 auf Platz sieben der 800 Titel gewählt.

## Weitere Versionen
Weitere Versionen wurden von Willies from Germany, Medium Terzett, den Original Mürztaler Musikanten, Philipp Horse, den Münchner Stadtmusikanten, Hitkonfetti (Der Heiamann) sowie A.O.K. (Schwing dein Ding) veröffentlicht.